# Фиабема, Брайан
Бра́йан Со́лхёуг Фиабе́ма (норв. Bryan Solhaug Fiabema; 16 февраля 2003, Тромсё, Норвегия) — норвежский футболист, нападающий клуба «Лех».

## Клубная карьера
Фиабема — воспитанник клуба «Тромсё» из своего родного города. 14 июля 2019 года в матче против «Хёугесунна» он дебютировал в Типпелиге. В начале 2020 года Брайан подписал контракт с английским «Челси», где начал выступать за молодёжную команду. В начале 2022 года Фибемба на правах аренды перешёл в «Русенборг». 3 апреля в матче против «Будё-Глимт» он дебютировал за новую команду. 12 августа в поединке против «Саннефьорда» Брайан забил свой первый гол за «Русенборг». 